# Die Cut
Die Cut je druhé studiové album amerického diskžokeje a producenta Lucase MacFaddena, známého pod pseudonymem Cut Chemist. Vydáno bylo 2. března roku 2018. Jde o jeho první album po dvanácti letech – poslední s názvem The Audience's Listening vydal v roce 2006. V mezidobí pracoval na řadě dalších projektů, včetně remixů a spolupráci s jinými hudebníky. Na desce se podílelo několik hostů, mezi něž patří například Deantoni Parks, Biz Markie a Erika Christensen.

## Seznam skladeb
1. Metalstorm – 2:28
2. Die Cut Intro (Interlude 1) – 0:14
3. Die Cut (Theme) – 2:47
4. Home Away from Home – 3:22
5. Rhythm Method – 4:23
6. Moonlightin' with Biz – 2:07
7. Work My Mind – 3:38
8. Prelude for a Madman – 1:13
9. Madman – 3:24
10. Energy (Interlude 2) – 0:35
11. You Want It, I Got It – 4:13
12. I Gotta Weapon – 2:17
13. Plains – 0:51
14. Plane Jane – 4:12
15. The Lift, Pt. 2 (The Dream Sequence) – 1:15
16. Home – 2:44
17. Die Cut (Wrap) – 5:37